# Nimbus affinis
Nimbus affinis är en skalbaggsart som beskrevs av Georg Wolfgang Franz Panzer 1823. Nimbus affinis ingår i släktet Nimbus och familjen Aphodiidae. Utöver nominatformen finns också underarten N. a. dorbignyi.